# Xanthoparmelia idahoensis
Xanthoparmelia idahoensis är en lavart som beskrevs av Hale. Xanthoparmelia idahoensis ingår i släktet Xanthoparmelia och familjen Parmeliaceae.   Inga underarter finns listade i Catalogue of Life.